# نادی‌کوزار
نادْیْ‌کوزار (به مجاری:  Nagykozár) یک منطقهٔ مسکونی در مجارستان است که در ناحیه پچ واقع شده‌است.